# Gayon
Gayon település Franciaországban, Pyrénées-Atlantiques megyében. Lakosainak száma 55 fő (2022. január 1.). Gayon Arricau-Bordes, Castillon (Lembeye kanton), Lalongue, Lespielle és Vialer községekkel határos.

## Népesség
A település népességének változása:
| Lakosok száma | 57   | 56   | 55   | 55   | 54   | 55   | 54   | 55   |
|               | 2013 | 2015 | 2017 | 2018 | 2019 | 2020 | 2021 | 2022 |